# Marlip Indo Mandiri
Marlip Indo Mandiri ist ein indonesisches Unternehmen im Bereich Automobile.

## Unternehmensgeschichte
Das Unternehmen aus Bandung begann 2005 oder 2007 mit der Produktion von Automobilen. Der Markenname lautet Marlip. Laut einer Quelle endete die Automobilproduktion 2012, laut einer anderen noch nicht.

## Fahrzeuge
Das Unternehmen stellt Kleinstwagen her, die Platz für zwei Personen bieten. Ein Elektromotor treibt die Fahrzeuge an. Außerdem entstehen Golfmobile und Pick-ups.